# Racó del Conill

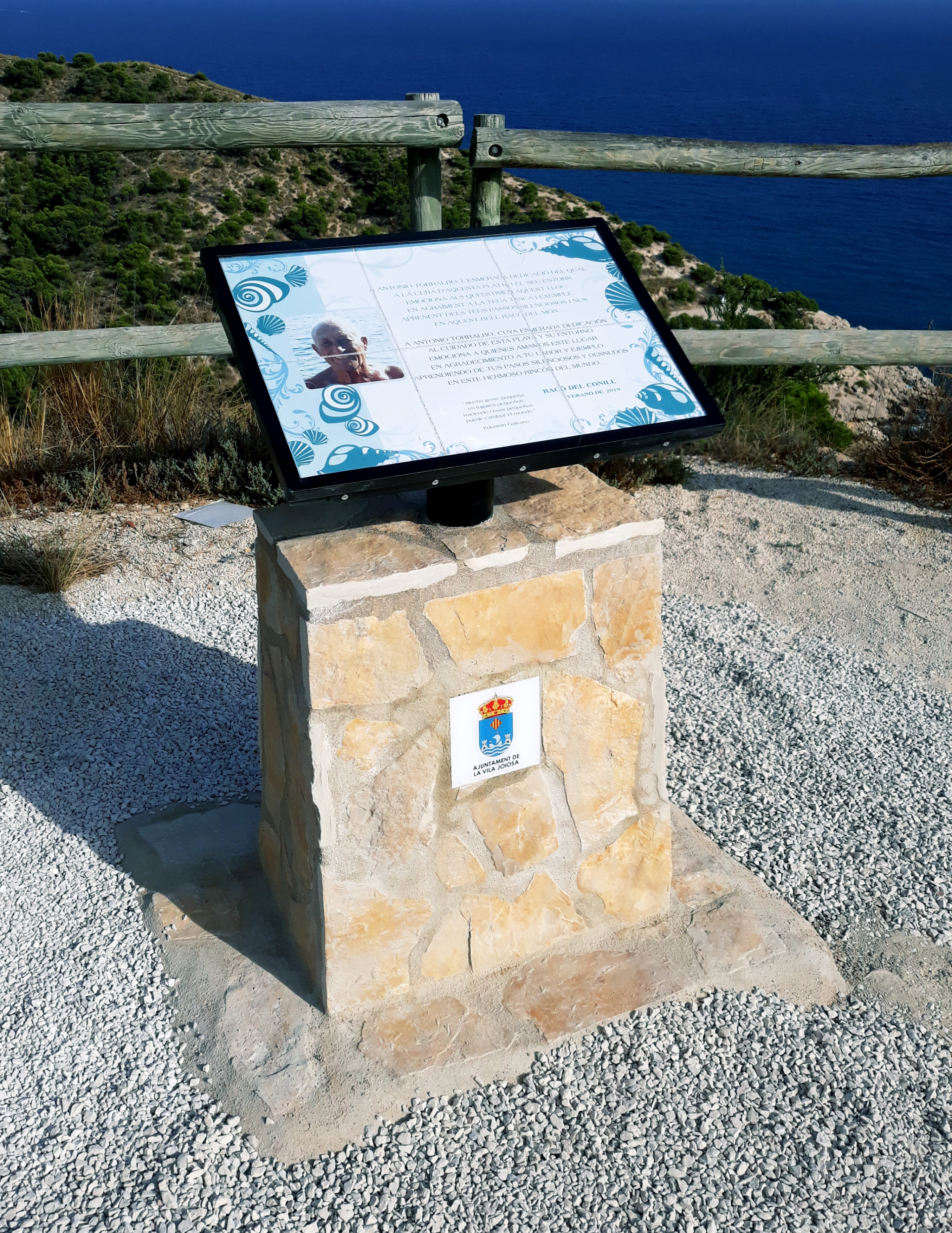
Monumento en honor a Antonio Torralbo

El Racó del Conill es una cala de tradición nudista ubicada dentro del término municipal de Villajoyosa, en Alicante (España).
El origen de su denominación popular no está documentado si bien en valenciano existe la expresión "anar en conill"  en el sentido de "ir desnudo". 
Se trata de una cala situada entre montañas, muy cerca de la Cala de Finestrat y Benidorm, y alterna roca y arena. La cala está dividida en dos partes por una punta de roca. 

## Nudismo en la cala
Es una de las más conocidas calas de tradición nudista de la Marina Baja. Dicha tradición nudista se remonta a los años setenta del siglo XX, con un uso continuado desde entonces por los seguidores del estilo de vida naturista. La cartelería oficial instalada por el Ayuntamiento de Villajoyosa informa de esta característica del lugar, y recomienda el uso en desnudez (AL RACÓ, MILLOR EN CONILL. NATURALMENT!!!), en cumplimiento del Artículo 60 de la Ordenanza Municipal de Playas, con el fin de preservar la tradición e identidad nudista de este entorno natural.
Frente a la presencia masiva y en aumento en los últimos años del uso textil, el trabajo activista entre 2016 y 2020 del colectivo "Proyecto Racó del Conill Nudista" se propuso incentivar el disfrute de este entorno en sintonía con su historia e identidad nudista. Dicho colectivo entre otras iniciativas repartió folletos que explicaban la tradición nudista del lugar y animaban a desnudarse para no poner en peligro la continuidad de tal tradición. 

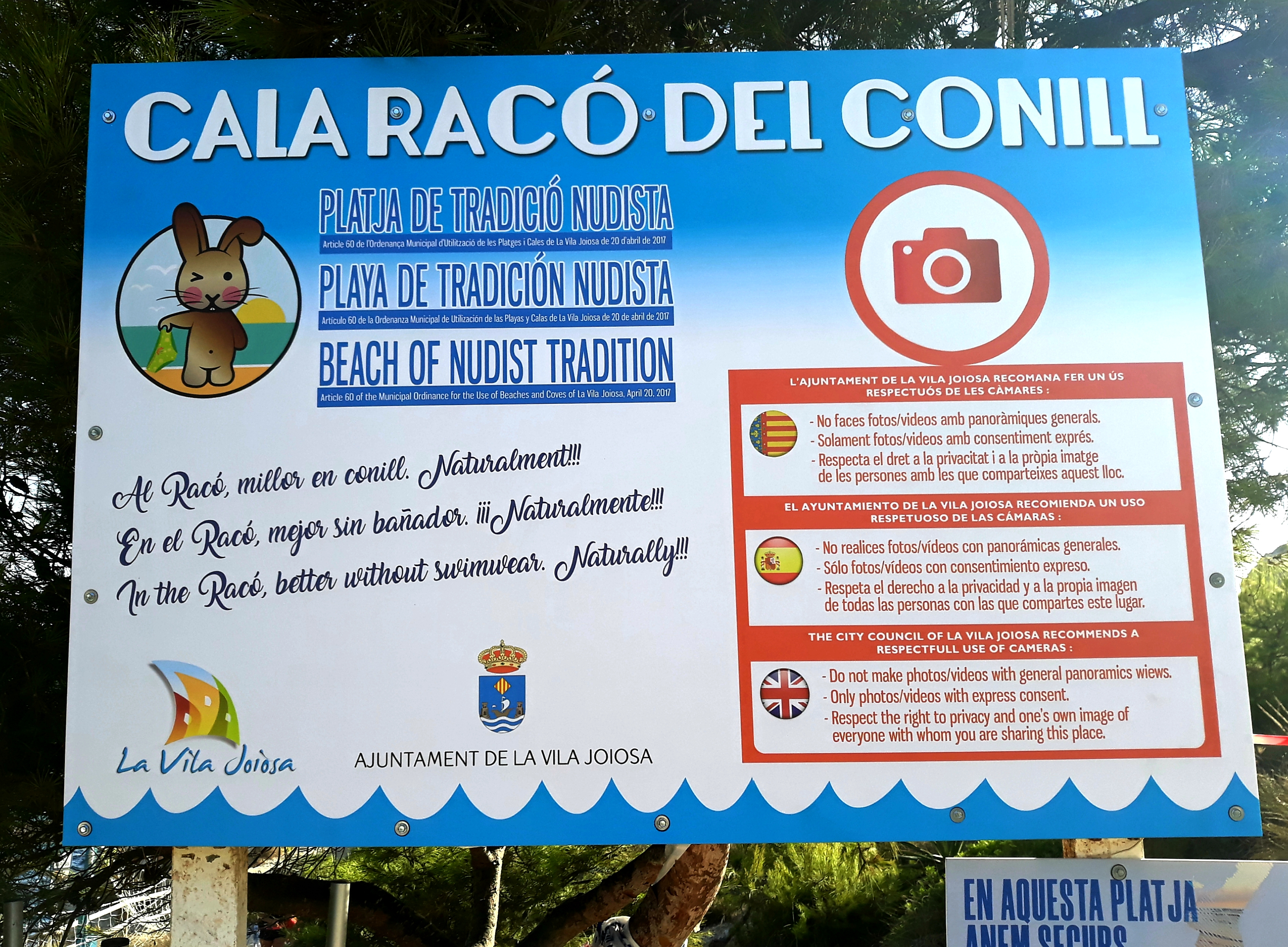
Cartelería instalada en agosto de 2020 por el Ayuntamiento de Villajoyosa en aplicación del Artículo 60 de su ordenanza de playas.

Desde hace varias décadas, un conocido voluntario de la playa, Antonio Torralbo, se ocupa de modo altruista de la limpieza y el cuidado de la cala y su entorno. En su honor y como reconocimiento agradecido a su labor de tantos años se celebró un homenaje popular e institucional en el verano de 2019, organizado por "Proyecto Racó del Conill Nudista", que contó con la participación del Ayuntamiento de La Vila Joiosa y muchos visitantes de la playa. Un pequeño monumento sufragado por suscripción popular fue instalado por el Ayuntamiento de Villajoyosa en el mirador sobre el Racó del Conill. La Federación Española de Naturismo otorgó a Antonio el premio "Naturista del Año 2020" en reconocimiento a sus méritos nudistas, ecologistas y también humanos, valorando no solo su labor sino también su carácter y personalidad.

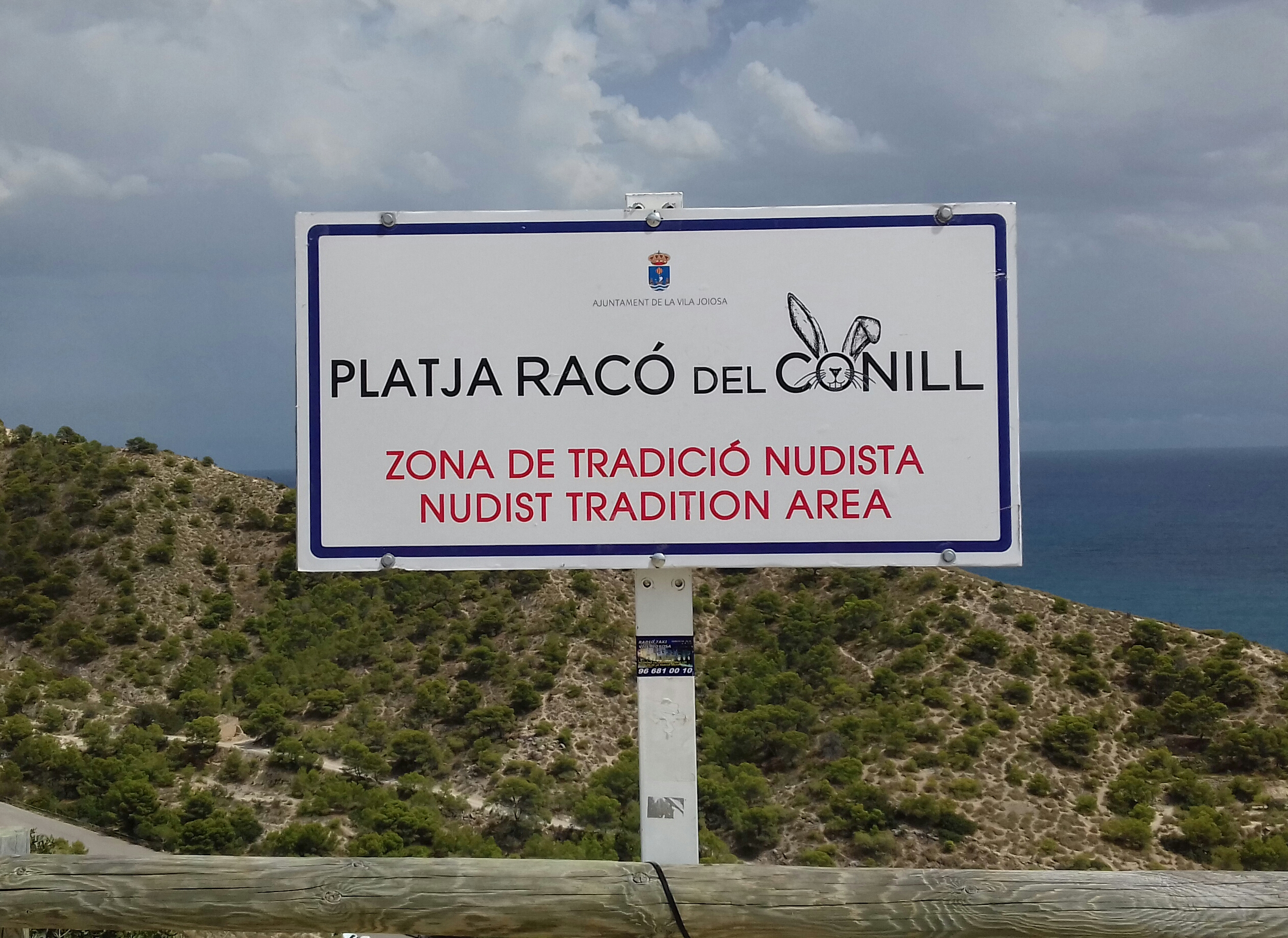
Racó del Conill, zona de tradición nudista.

## El Racó del Conill y el cine
La playa y sus alrededores han servido de escenario para el rodaje de varias películas y series de televisión, entre otras:
- "Su majestad Minor" (Jean-Jacques Annaud, 2007).
- "Astérix en los Juegos Olímpicos" (Frédéric Forestier y Thomas Langmann, 2008).
- "El jardín del Edén" (John Irving, 2008).
- Escenas de varios capítulos de la serie británica "Benidorm".
- "Inocentes" (Daniel Calparsoro, 2010).
- La fría luz del día" (Mabrouk El Mechri, 2012).

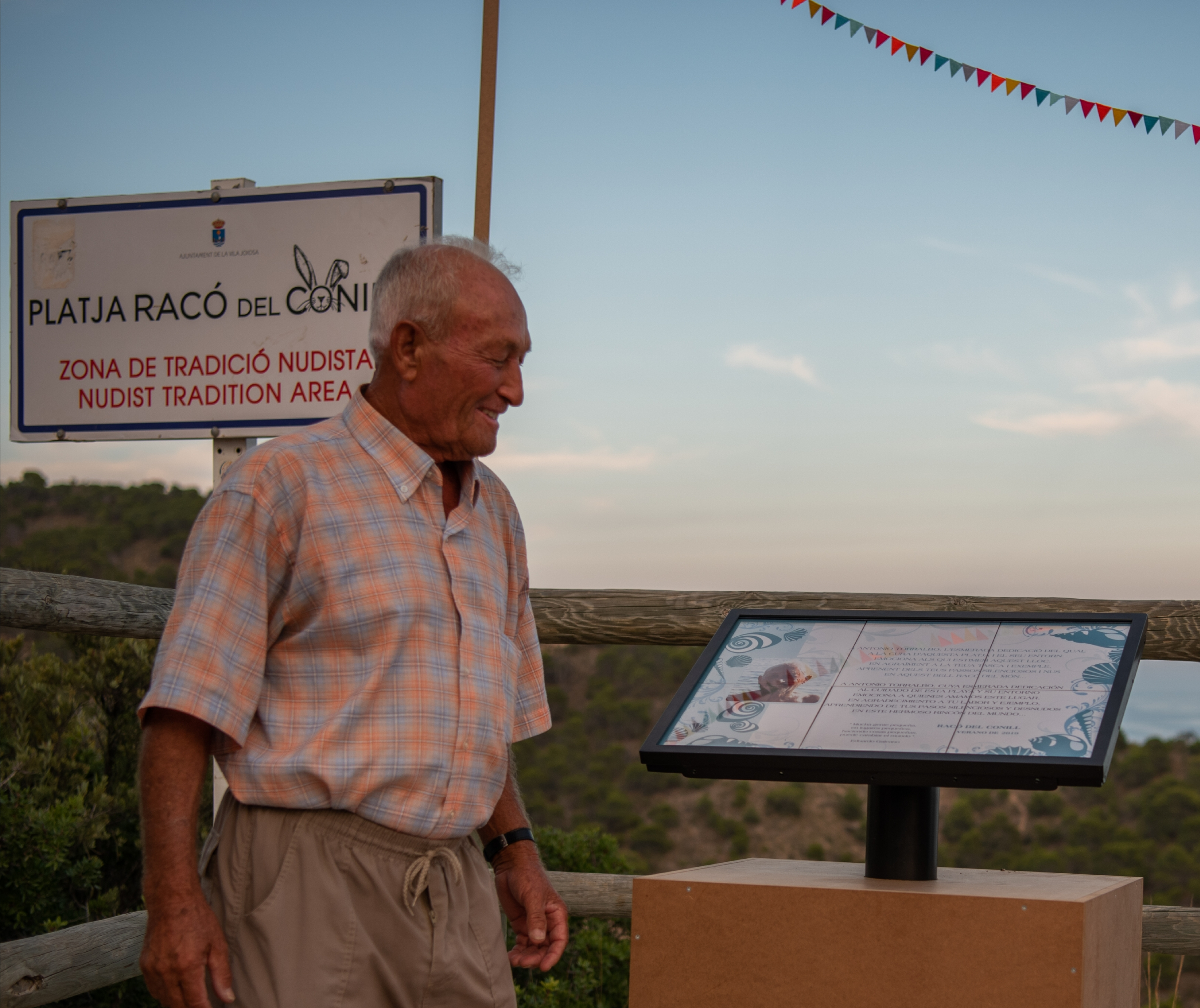
Antonio Torralbo en el homenaje celebrado el día 30 de agosto de 2019.

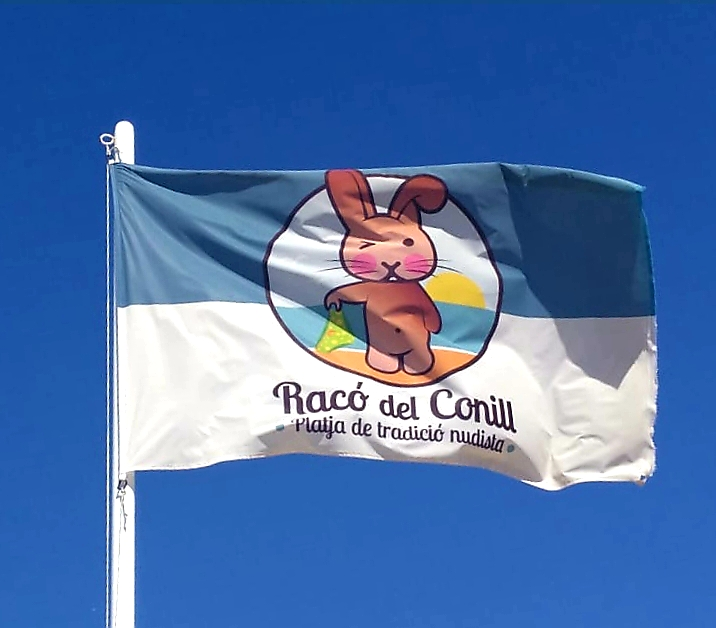
Bandera con el imagotipo registrado del Racó del Conill y su tradición nudista.